# Семенів Яр
Семе́нів Яр — село у Богодухівській міській громаді Богодухівського району Харківської області України.

## Загальні відомості
- Поштовий індекс — 62109
- Населення 767 чоловік
- Територія — 2,11 км2
- Густота населення — 364 на км2

## Географія
Село Семенів Яр розміщене на лівому березі Річки Мерла. Село прімікає до м. Богодухів, селам Мусійки і Павлівка. У селі є залізнична станція Семенів Яр. Поруч проходити автомобільна дорога Р46. Селом тече балка Яр Семенів.

## Історія
- Дата заснування населеного пункту — 1690 рік

Село постраждало внаслідок геноциду українського народу, проведеного урядом СССР в 1932—1933 роках, кількість встановлених жертв в Семенівярській сільській раді — 1225 людей.
12 червня 2020 року, відповідно до розпорядження Кабінету Міністрів України № 725-р «Про визначення адміністративних центрів та затвердження територій територіальних громад Харківської області», село увійшло до Богодухівської міської громади.
19 липня 2020 року, в результаті адміністративно-територіальної реформи та ліквідації Богодухівського району (1923—2020), село увійшло до складу новоутвореного Богодухівського району Харківської області.